# Menta
A menta (Mentha) az ajakosvirágúak (Lamiales) rendjébe és az árvacsalánfélék (Lamiaceae) családjába tartozó nemzetség.

## Előfordulásuk
A menta nemzetség eredeti előfordulási területe az egész Eurázsia, beleértve Izlandot, Japánt, valamint számos földközi és arktiszi szigetet. Eme földrészen, csak az Arab-félsziget legdélibb részein, Indiában és környékén, valamint Oroszország legkeletibb térségein nem őshonos ez a növénynemzetség. A különböző mentafajok őshonosak Afrika északi, keleti és déli részein; Ausztrália keleti kétharmadában és Észak-Amerika legnagyobb részén, kivéve a keleti partok egyes szakaszait és Északkelet-Kanadát. Ott ahol hiányzott betelepítették; továbbá a menták nemzetsége Dél-Amerika nagy részét is meghódította. Sok kertben termesztett növények, melyeket limonádék, üdítők és különböző ínyencségek ízesítésére használják fel.

## Rendszerezés
A nemzetségbe az alábbi 24 faj és 15 hibrid tartozik:
- Mentha alaica Boriss.
- vízi menta (Mentha aquatica) L.
- mezei menta (Mentha arvensis) L.
- Mentha atrolilacina B.J.Conn & D.J.Duval
- ausztrál menta (Mentha australis) R.Br.
- kanadai menta (Mentha canadensis) L.
- Mentha × carinthiaca Host
- Mentha cervina L.
- Mentha cunninghamii (Benth.) Benth.
- Mentha dahurica Fisch. ex Benth.
- Mentha × dalmatica Tausch
- Mentha darvasica Boriss.
- Mentha diemenica Spreng.
- Mentha × dumetorum Schult.
- Mentha gattefossei Maire
- Mentha × gayeri Trautm.
- Mentha × gentilis L.
- Mentha grandiflora Benth.
- japán menta (Mentha japonica) (Miq.) Makino
- Mentha × kuemmerlei Trautm.
- Mentha laxiflora Benth.
- Mentha × locyana Borbás
- lómenta (Mentha longifolia) (L.) L.
- Mentha micrantha (Fisch. ex Benth.) Heinr.Braun
- Mentha pamiroalaica Boriss.
- borsmenta (Mentha × piperita) L.
- csombormenta (Mentha pulegium) L.
- Mentha × pyramidalis Ten.
- korzikai menta (Mentha requienii) Benth.
- Mentha × rotundifolia (L.) Huds.
- Mentha royleana Wall. ex Benth.
- Mentha satureioides R.Br.
- fodormenta (Mentha spicata) L. - típusfaj
- almamenta (Mentha suaveolens) Ehrh.
- Mentha × suavis Guss.
- Mentha × verticillata L.
- Mentha × villosa Huds.
- Mentha × villosa-nervata Opiz
- Mentha × wirtgeniana F.W.Schultz